# رود زلتر
رود زلتر (به لاتین: Zelter River) یک رود و رود مرزی در روسیه است که در استان سلنگ واقع شده‌است.